# Comuna Hlîneane, Dobrovelîcikivka
Hlîneane (în ucraineană Глиняне) este o comună în raionul Dobrovelîcikivka, regiunea Kirovohrad, Ucraina, formată din satele Hlîneane (reședința), Mijkolodeajne și Novohlîneane.

## Demografie
Componența lingvistică a comunei Hlîneane
     Ucraineană (88,59%)
     Română (9,06%)
     Rusă (1,99%)
     Alte limbi (0,37%)
Conform recensământului din 2001, majoritatea populației comunei Hlîneane era vorbitoare de ucraineană (88,59%), existând în minoritate și vorbitori de română (9,06%) și rusă (1,99%).

## Vezi și
- Românii de la est de Nistru